# Problem horizonta
Problem horizonta (takođe poznat kao problem homogenosti) je kosmološki problem finog podešavanja u okviru modela Velikog praska univerzuma. On nastaje zbog teškoća u objašnjavanju uočene homogenosti uzročno nepovezanih regiona prostora u odsustvu mehanizma koji svuda postavlja iste početne uslove. Na to je prvi ukazao Volfgang Rindler 1956. godine.
Najčešće prihvaćeno rešenje je kosmička inflacija. Različita rešenja predlažu ciklični univerzum ili promenljivu brzinu svetlosti.

## Spoljašnje veze
- Different Horizons in Cosmology